# 道の駅あがの
道の駅あがの（みちのえき あがの）は、新潟県阿賀野市にある国道49号の道の駅である。

## 概要
阿賀野市と北陸地方整備局新潟国道事務所が整備を進め、県内42番目の道の駅としてオープンした。敷地面積は約34,000 m2。駅長は公募で選ばれた。
建物は五頭山をイメージした木造平屋建てで、安田瓦も使用されている。
指定管理者は株式会社あがの。

## 歴史
- 2021年（令和3年）9月14日 - 名称が「道の駅あがの」に決定[8][9]。
- 2022年（令和4年）
  - 2月9日 - 国土交通省より道の駅第56回登録において、「道の駅あがの」として登録[2]。
  - 8月5日 - 開駅[10][1]。
  - 12月4日 - 完成式典が執り行われる[11]。

## 施設
地場産品を販売する「あがの市場」や併設の「あがの酪農カフェ」が開駅時に設けられたほか、飲食施設「食の広場」が2022年10月6日にオープンした。
遊具を備えた広場やキッズスペースが設けられ、屋外には「スワンハウス」「ミルクランド」、屋内には「五頭山ハイキング」がある。
また、生活協同組合パルシステムが、同生協組合員向けの宅配商品預かり拠点「交流・発信ステーション ふらっと」を設けている。
このほか、開駅時に設けられた施設として、駐車場、トイレ、情報提供・休憩施設、観光案内所、ベビーコーナー、非常用電源、備蓄倉庫、貯水槽、公衆電話、公衆無線LAN、EV充電施設がある。駐車場は2022年秋に拡張。

## アクセス
- 国道49号（横雲バイパス・水原バイパス） - 登録路線
- 国道459号（国道49号の重複区間）
  - 新潟県道586号水原亀田線

## 周辺
- 新横雲橋